# Phegopteris heteroclita
Phegopteris heteroclita là một loài dương xỉ trong họ Thelypteridaceae. Loài này được Kuhn mô tả khoa học đầu tiên năm 1897.
Danh pháp khoa học của loài này chưa được làm sáng tỏ. 